# Lac de Tanay
Der Lac de Tanay oder Lac de Taney ist ein kleiner Bergsee auf 1408 m ü. M. auf Gemeindegebiet von Vouvry im Kanton Wallis in der Schweiz.
Der See wird im Nordwesten umrahmt von den Gipfeln des Grammont und der Jumelles. Er ist als Naturschutzgebiet im Bundesinventar der Landschaften und Naturdenkmäler von nationaler Bedeutung mit der Nummer 1702 enthalten.
Seit 1901 wird das Wasser des Sees zu einem Kraftwerk nahe dem Dorf Vouvry geleitet. Aufgrund dieser Nutzung schwankt der Wasserspiegel erheblich.